# Jeanne Rosselin
Jeanne Rosselin (født 1716 i Erlangen, Tyskland, død 12. marts 1789 i København) var en fransk guvernante og selskabsdame til Sveriges dronning Sofia Magdalena, som før sit ægteskab var dansk prinsesse.

## Familie
Faderen var - med al sandsynlighed - Abel Rosselin (født 1669 i Frankrig, død 26. november 1748 i Fredericia). Han var fransk flygtning, strømpevæver og gift med Dorothée Bois.
Efternavnet Rosselin forekommer i kilderne også med stavemåderne Rousselin og Rosselen.
Foruden Jeanne havde forældrene følgende børn:
- Eleonor Christiane Barbara Rosselin (født 1709, død efter 1780).

- Abel Rosselin (født 1711, død 1770). Han arbejdede som matroshospitalsinspektør og døde i København.

- Marie Rosselin (født 1711, død 1711).

- Marie Esperance Rosselin (født mellem 1712, død efter 1748). Hun var gift med Francois Emmanuel Mathay.

- Francoise Cathérine Rosselin (født 1713, død 1713).

- Louise Rosselin (født 1714).

- Susanne Rosselin (født 1715).

- Francoise Katherine Rosselin (født 1716 i Erlangen, Tyskland, død 2. januar 1789 i København). Hun var enke efter kirkesanger Hans Warming (død 1777).

- Jeanne Francoise Rosselin (født 1718).

- Elisabeth Rosselin (født 1719, død 1720).

## Tjeneste ved hoffet
Rosselin rejste i 1739 sammen med søsteren Francoise Rosselin og endnu en fransk pige ved navn Anne Marie Moreau fra Fredericia til København.
Rosselin angives - i et historisk, svensk dokument fra 1752 - som de danske prinsessers "fransyska". Hendes arbejde bestod i at føre daglige samtaler på fransk med prinsesserne og derigennem undervise dem i datidens mest internationale sprog - fransk.
Da prinsesse Sofia Magdalena i år 1766 forlod Danmark for at gifte med Sveriges tronfølger, Gustav III, var hun en af de tre ansatte, som Sofia Magdalena valgte at tage med sig til Sverige. De to andre var Ingrid Maria Wenner og kammerfrue Hansen-Dithmar.
Under Sofia Magdalenas tid som svensk kronprinsesse blev hendes danske følge årsag til en konflikt mellem Gustav og Lovisa Ulrika, som mistænkte følget for at spionere på det svenske kongehus og videregive danskvenlige, politiske beskeder til Sofia Magdalena.
Rosselin videresendte faktisk breve mellem Sofia Magdalena og den danske udsending i Sverige, baron Joachim-Otto Skak-Rathlou, som ikke måtte have kontakt med kronprinsessen. Allerede fra ankomsten til Sverige blev der sendt breve, men de indeholdt intet direkte politisk: de handlede hovedsageligt om opførselsordrer om, hvordan Sofia Magdalena skulle opføre sig i Sverige, og hvad hun skulle gøre, første gang hun møder Lovisa Ulrika, og hvordan hun skulle holde sig ude af alle partipolitiske intriger ved det svenske hof og undgå at deltage i amatørteater. Jeanne Rosselin videregav beskederne og overtalte kronprinsessen til at følge disse råd.
I Sofia Magdalenas ægtepagt var hun blevet sikret retten til at tage med sine to danske kammerpiger med til Sverige, men den tilladelse gjaldt ikke franske Rosselin, og Rosselin blev dermed den første til at forlade Sverige.

## Senere liv
Rosselin vendte tilbage til Danmark, hvor hun som 51-årig giftede sig i Christianborgs slotskirke med Københavns statsråd Cay Koch (1710-1770), der tidligere havde været Sofia Magdalenas rådgiver.